# Santiago Porteiro
Santiago Porteiro (ur. 12 grudnia 1979 roku w Madrycie) – hiszpański kierowca wyścigowy.

## Kariera
Porteiro rozpoczął karierę w wyścigach samochodowych w 2000 roku od startów w World Series by Nissan. Z dorobkiem sześciu punktów uplasował się tam na osiemnastej pozycji w klasyfikacji generalnej. Rok później stawał w tej serii już trzykrotnie na podium. Uzbierane 66 punktów dało mu ósme miejsce. W tejże serii wyścigowej startował jeszcze w latach 2003-2004, kiedy to plasował się odpowiednio na 16 i 18 pozycji. W 2002 roku Hiszpan został mistrzem Formuły Nissan 2000. W późniejszych latach pojawiał się także w stawce Formuły Mégane Trophy Eurocup oraz Spanish GT Championship.